# استیو تئوفیل
استیو تئوفیل (انگلیسی: Steeve Theophile؛ زادهٔ ۹ سپتامبر ۱۹۸۰) بازیکن فوتبال اهل فرانسه است.
از باشگاه‌هایی که در آن بازی کرده‌است می‌توان به باشگاه فوتبال رویال شارلوا و باشگاه فوتبال آستراس تریپولی اشاره کرد.